# Polska Superliga Tenisa Stołowego 2017/2018
Superliga Tenisa Stołowego 2017/2018 – edycja rozgrywek pierwszego poziomu ligowego w Polsce. Brało w niej udział 12 drużyn, grając systemem kołowym. Cztery czołowe drużyny w tabeli po sezonie zasadniczym brały udział w meczach play-off o tytuł mistrza kraju natomiast drużyny z miejsca 11 i 12 miały zostać zdegradowane do niższej ligi.
Złoty medal Mistrzostw Polski wywalczył zespół Kolpingu Jarosław, srebrny Bogorii Grodzisk Mazowiecki, a brązowy otrzymały Dekorglass Działdowo i AZS Politechnika Rzeszów. Do niższej ligi zostały zdegradowane Spójnia Warszawa, która w tabeli zajęła 10 miejsce oraz ostatnia Warta Kostrzyn nad Odrą.

## Drużyny
| Nazwa drużyny                         | Miejsce w poprzednim sezonie |
| ------------------------------------- | ---------------------------- |
| KS DARTOM BOGORIA Grodzisk Mazowiecki | 1                            |
| KS Unia-AZS AWFiS Gdańsk              | 2                            |
| KS Dekorglass Działdowo               | 3                            |
| Zooleszcz Gwiazda Bydgoszcz           | 3                            |
| Dojlidy Wschodzący Białystok          | 5                            |
| MORLINY Ostróda                       | 6                            |
| PKS Kolping FRAC Jarosław             | 7                            |
| 3S Polonia Bytom                      | 8                            |
| ZKS Palmiarnia Zielona Góra           | 9                            |
| FIBRAIN AZS Politechnika Rzeszów      | 10                           |
| Spójnia Warszawa                      | Awans z I ligi               |
| Warta Kostrzyn nad Odrą               | Awans z I ligi               |

## Tabela i wyniki (sezon zasadniczy)
| Poz. | Drużyna                            | M  | Z  | P  | Pojedynki | Punkty |
| ---- | ---------------------------------- | -- | -- | -- | --------- | ------ |
| 1.   | PKS Kolping FRAC Jarosław          | 22 | 19 | 3  | 60:25     | 52     |
| 2.   | KS Dekorglass Działdowo            | 22 | 16 | 6  | 53:28     | 47     |
| 3.   | Dartom Bogoria Grodzisk Mazowiecki | 22 | 13 | 9  | 51:37     | 40     |
| 4.   | Fibrain AZS Politechnika Rzeszów   | 22 | 14 | 8  | 50:41     | 39     |
| 5.   | KS Unia AZS AWFiS Gdańsk           | 22 | 10 | 12 | 44:45     | 32     |
| 6.   | 3S Polonia Bytom                   | 22 | 11 | 11 | 42:48     | 32     |
| 7.   | ZKS Palmiarnia Zielona Góra        | 22 | 9  | 13 | 38:45     | 29     |
| 8.   | Zooleszcz Gwiazda Bydgoszcz        | 22 | 8  | 14 | 40:50     | 29     |
| 9.   | Morliny Ostróda                    | 22 | 11 | 11 | 45:50     | 29     |
| 10.  | KS Spójnia Warszawa                | 22 | 9  | 13 | 39:49     | 28     |
| 11.  | Dojlidy Wschodzący Białystok       | 22 | 6  | 16 | 37:56     | 20     |
| 12.  | UKS Warta Kostrzyn nad Odrą        | 22 | 6  | 16 | 31:56     | 19     |

|     | BIA | BYD | BYT | DZI | GDA | GRO | JAR | KOS   | OST | RZE | WAR | ZIE |
| BIA | –   | 3:2 | 1:3 | 1:3 | 3:1 | 0:3 | 1:3 | 1:3   | 3:0 | 2:3 | 3:1 | 1:3 |
| BYD | 3:1 | –   | 1:3 | 0:3 | 3:2 | 0:3 | 2:3 | 3:1   | 3:1 | 1:3 | 3:0 | 0:3 |
| BYT | 3:1 | 3:2 | –   | 0:3 | 0:3 | 2:3 | 0:3 | 2:3   | 2:3 | 3:1 | 0:3 | 3:2 |
| DZI | 3:2 | 3:0 | 3:1 | –   | 3:0 | 3:1 | 1:3 | 3:0   | 3:2 | 2:3 | 3:0 | 1:3 |
| GDA | 3:1 | 3:2 | 3:1 | 1:3 | –   | 2:3 | 3:1 | 3:0   | 2:3 | 1:3 | 3:1 | 0:3 |
| GRO | 2:3 | 3:0 | 3:0 | 0:3 | 1:3 | –   | 2:3 | 3:1   | 2:3 | 3:1 | 3:1 | 3:0 |
| JAR | 3:0 | 1:3 | 3:1 | 3:0 | 3:1 | 3:2 | –   | 3:3:0 | 1:3 | 3:0 | 3:2 | 3:0 |
| KOS | 3:2 | 3:2 | 1:3 | 3:0 | 2:3 | 2:3 | 0:3 | –     | 2:3 | 1:3 | 3:1 | 0:3 |
| OST | 2:3 | 2:3 | 1:3 |     | 3:1 | 1:3 | 1:3 | 3:2   | –   | 0:3 | 3:1 | 1:3 |
| RZE | 3:2 | 0:3 | 1:3 | 1:3 | 3:2 | 3:1 | 2:3 | 3:0   | 2:3 | –   | 3:2 | 3:1 |
| WAR | 3:2 | 3:2 | 2:3 | 3:1 | 3:1 | 3:1 | 0:3 | 3:1   | 0:3 | 1:3 | –   | 3:1 |
| ZIE | 3:1 | 3:2 | 2:3 | 0:3 | 0:3 | 0:3 | 1:3 | 3:0   | 2:3 | 1:3 | 1:3 | –   |

## Wyniki (paly-off)

### Półfinały
| Gospodarze                         | Wynik       | Goście                             |
| 1. półfinał                        | 1. półfinał | 1. półfinał                        |
| ---------------------------------- | ----------- | ---------------------------------- |
| Fibrain AZS Politechnika Rzeszów   | 1:3         | PKS Kolping FRAC Jarosław          |
| PKS Kolping FRAC Jarosław          | 3:1         | Fibrain AZS Politechnika Rzeszów   |
| 2. półfinał                        |             |                                    |
| Dartom Bogoria Grodzisk Mazowiecki | 1:3         | KS Dekorglass Działdowo            |
| KS Dekorglass Działdowo            | 0:3         | Dartom Bogoria Grodzisk Mazowiecki |

### Finał
Finał został rozegrany 15 czerwca 2018 roku w Gdańsku.
| PKS Kolping FRAC Jarosław | 3:1 | Dartom Bogoria Grodzisk Mazowiecki |
| ------------------------- | --- | ---------------------------------- |
| Hou Yingchao              | 3:0 | Daniel Górak                       |
| Tomislav Pucar            | 3:0 | Pavel Širuček                      |
| Patryk Zatówka            | 1:3 | Han Chuanxi                        |
| Hou Yingchao              | 2:0 | Pavel Širuček                      |

## Medaliści
| Lp. | Drużyna                     | Skład                                                                                                 |
| --- | --------------------------- | --- |
| 1.  | PKS Kolping Jarosław        | Hou Yingchao, Tomislav Pucar, Patryk Zatówka, Paul Drinkhall                                          |
| 2.  | Bogoria Grodzisk Mazowiecki | Daniel Górak, Pavel Širuček, Han Chuanxi, Michał Bańkosz                                              |
| 3.  | KS Dekorglass Działdowo     | Wang Yang, Jiří Vráblík, Paweł Fertikowski, Wenliang Xu, Chun Ting Wong, Kenta Matsudaira, Zhang Chao |
| 3.  | AZS Politechnika Rzeszów    | Gustavo Tsuboi, Vasily Lakeev, Tomasz Lewandowski, Mateusz Gołębiowski                                |

## Ranking indywidualny
Źródło
| Pozycja | Zawodnik          | Państwo   | Klub                               | Z  | P  | Sk [%] | +  | –  |
| ------- | ----------------- | --------- | ---------------------------------- | -- | -- | ------ | -- | -- |
| 1.      | Gustavo Tsuboi    | Brazylia  | FIBRAIN AZS POLITECHNIKA Rzeszów   | 25 | 12 | 68     | 75 | 36 |
| 2.      | Tomáš Konečný     | Czechy    | 3S POLONIA Bytom                   | 22 | 10 | 69     | 66 | 30 |
| 3.      | Pavel Širuček     | Czechy    | DARTOM BOGORIA Grodzisk Mazowiecki | 21 | 10 | 68     | 63 | 30 |
| 4.      | Wiaczesław Burow  | Rosja     | ZOOLESZCZ GWIAZDA Bydgoszcz        | 20 | 9  | 69     | 60 | 27 |
| 5.      | Patryk Chojnowski | Polska    | KS SPÓJNIA Warszawa                | 20 | 13 | 61     | 60 | 39 |
| 6.      | Wang Zengyi       | Polska    | DOJLIDY Wschodzący Białystok       | 20 | 15 | 57     | 60 | 45 |
| 7.      | Michaił Pajkow    | Rosja     | KS UNIA AZS AWFiS Gdańsk           | 18 | 13 | 58     | 54 | 39 |
| 8.      | Tomislav Pucar    | Chorwacja | PKS KOLPING FRAC Jarosław          | 17 | 7  | 71     | 51 | 21 |
| 9.      | Chan Chuanxi      | Chiny     | DARTOM BOGORIA Grodzisk Mazowiecki | 17 | 9  | 65     | 51 | 27 |
| 10.     | Wang Zhen         | Kanada    | MORLINY Ostróda                    | 17 | 16 | 52     | 51 | 48 |